# Gurban Abbassov
 (février 2025).
Gurban Abbassov (en azéri : Qurban Abbasqulu oğlu Abbasov ; né le 26 octobre 1926 à Nakhtchivan et mort le 14 septembre 1994 à Bakou) est un ingénieur-pétrolier azéri, Héros du travail socialiste (1959), Ingénieur émérite de la RSS d’Azerbaïdjan (1972).

## Parcours professionnel
- En 1943 Gurban Abbasgulu oghlu Abbasov commense à travailler au kolkhoze.
- En 1944 - ouvrier dans le trust Artyomneft.
- En 1950 - foreur dans l’entreprise de forage de l’Unité Azneft.
- En 1952 - directeur du secteur nord du trust Gurganneft.
- En 1962 il est diplômé de la faculté du pétrole et des mines de l’Institut de pétro-chimie d’Azerbaïdjan.
- En 1976 - directeur général adjoint de l’Unité industrielle “Xəzərdənizneftqaz”
- En 1988 – directeur général de l’Unité de toute Union Kaspmorneftegazprom
- En 1992 – conseiller supérieur de la Compagnie pétrolière nationale d'Azerbaïdjan.

Un groupe de chaps de gisements de pétrole et de gaz est découvert avec la participation de Gurban Abbassov. 

## Titre et médailles
- Héros du travail socialiste[3]
- Prix d'État de l'URSS  (Prix Staline)[4]
- Ordre de Lenine
- Faucille et marteau
- Ordre du Drapeau rouge du Travail
- Ordre de l'Insigne d'honneur
- Ordre de la Gloire (Azerbaïdjan)